# Миттєва критичність
У ядерній техніці миттєва критичність описує подію ядерного поділу, в якій критичність (поріг для експоненціально зростаючої ланцюгової реакції ядерного поділу) досягається лише за допомогою миттєвих нейтронів (нейтронів, які вивільняються негайно в реакції поділу) і не залежить від запізнілих нейтронів (нейтрони, що виділяються при подальшому розпаді уламків поділу). В результаті миттєва надкритичність викликає набагато більш швидке зростання швидкості виділення енергії, ніж інші форми критичності. Ядерна зброя заснована на миттєвій критичності, тоді як більшість ядерних реакторів покладаються на запізнілі нейтрони для досягнення критичності.

## Критичність
Збірка є критичною, якщо кожна подія поділу викликає в середньому рівно одну додаткову таку подію в безперервному ланцюжку. Такий ланцюг є самопідтримуючою ланцюговою реакцією поділу. Коли атом урану-235 (U-235) зазнає поділу ядра, він зазвичай виділяє від одного до семи нейтронів (в середньому 2,4). У цій ситуації збірка є критичною, якщо кожен вивільнений нейтрон має 1∕2,4 = 0,42 = 42 % ймовірності спричинити іншу подію поділу, а не бути поглинутим у події захоплення, коли не відбувається поділу, або покинути активну зону.
Середня кількість нейтронів, які викликають нові події поділу, називається ефективним коефіцієнтом розмноження нейтронів, зазвичай позначається символом k. Коли k дорівнює 1, збірка називається критичною, якщо k менше 1, збірка називається підкритичною, а якщо k більше 1, збірка називається надкритичною.

## Критичність проти миттєвої критичності
У надкритичній збірці кількість поділів за одиницю часу N разом з виробленням енергії експоненційно збільшується з часом. Наскільки швидко воно росте, залежить від середнього часу T, який потрібен, для того, щоб нейтрони, вивільнені в результаті поділу, викликали ще один поділ. Швидкість зростання реакції визначається як:
{\displaystyle N(t)=N_{0}k^{\frac {t}{T}}\,}
Більшість нейтронів, що вивільняються в результаті поділу, є тими, які вивільняються під час самого поділу. Вони називаються миттєвими нейтронами, вони вражають інші ядра і викликають додаткові поділи протягом наносекунд (середній часовий інтервал, використаний вченими в Манхеттенському проекті, становив один шейк або 10 нс). Невеликим додатковим джерелом нейтронів є продукти поділу. Деякі ядра, що утворюються в результаті поділу, є радіоактивними ізотопами з коротким періодом напіврозпаду, і ядерні реакції серед них вивільняють додаткові нейтрони після тривалої затримки до кількох хвилин після початкової події поділу. Ці нейтрони, які в середньому становлять менше одного відсотка від загальної кількості нейтронів, що виділяються при поділі, називаються запізнілими нейтронами. Відносно повільний масштаб часу, протягом якого з'являються запізнілі нейтрони, є важливим аспектом для проектування ядерних реакторів, оскільки дозволяє контролювати рівень потужності реактора за допомогою поступового механічного руху стрижнів керування. Як правило, стрижні керування містять нейтронні отрути (речовини, наприклад бор або гафній, які легко захоплюють нейтрони, не виробляючи жодних додаткових) як засіб зміни k. За винятком експериментальних імпульсних реакторів, ядерні реактори розраховані на роботу в критичному режимі із затримкою і забезпечені системами безпеки, які запобігають їх швидкому досягненню критичності.
У відкладено-критичній збірці запізнілі нейтрони необхідні, щоб зробити k більшим за одиницю. Таким чином, у часі між послідовними поколіннями реакції переважає час T, необхідний для вивільнення запізнілих нейтронів, порядку секунд або хвилин. Тому реакція буде наростати повільно, з довгою постійною часу. Це досить повільно, щоб дозволити керувати реакцією за допомогою електромеханічних систем керування, таких як стрижні керування, і відповідно всі ядерні реактори розроблені для роботи в режимі із відкладеною критичністю.
Навпаки, критична збірка називається миттєво-критичною, якщо вона критична (k = 1) без будь-якого внеску від запізнілих нейтронів і миттєво надкритичною, якщо вона надкритична (швидкість поділу зростає експоненціально, k > 1) без будь-якого внеску запізнілих нейтронів. У цьому випадку час між послідовними поколіннями реакції T обмежений лише швидкістю поділу миттєвими нейтронами, і збільшення реакції буде надзвичайно швидким, викликаючи швидке виділення енергії протягом кількох мілісекунд. Миттєво-критичні збірки створюються за проектом ядерної зброї та деяких спеціально розроблених дослідницьких експериментів.
Різниця між миттєвим нейтроном і запізнілим нейтроном пов'язана з джерелом, з якого нейтрон був випущений в реактор. Нейтрони після вивільнення не мають жодної різниці, крім енергії чи швидкості, які їм передали. Ядерна зброя в значній мірі покладається на миттєву надкритичність (для отримання високої пікової потужності за частки секунди), тоді як ядерні енергетичні реактори використовують відкладену критичність, щоб виробляти контрольовані рівні потужності протягом місяців або років.

## Ядерні реактори
Щоб розпочати керовану реакцію поділу збірка повинна бути відкладено критичною. Іншими словами, k має бути більше 1 (надкритичність), не перетинаючи поріг миттєвої критичності. В ядерних реакторах це можливо завдяки запізнілим нейтронам. Оскільки потрібен деякий час, перш ніж ці нейтрони випромінюються після події поділу, можна керувати ядерною реакцією за допомогою стрижнів керування.
Стаціонарний реактор (постійної потужності) працює так, що він є критичним через запізнілі нейтрони, але не був би таким без їхнього внеску. Під час поступового і навмисного збільшення рівня потужності реактора реактор перебуває у відкладено-надкритичному стані. Експоненціальне збільшення активності реактора є досить повільним, щоб дозволити контролювати коефіцієнт критичності k, вставляючи або виймаючи стрижні з матеріалу, що поглинає нейтрони. Використовуючи обережні рухи стрижня керування, можна досягти надкритичної активної зони реактора без досягнення небезпечного стану миттєвої надкритичності.
Після того, як реакторна установка працює на цільовому або проектному рівні потужності, її можна підтримувати у критичному стані протягом тривалих періодів часу.

### Інциденти миттєвої критичності
Ядерні реактори можуть бути вразливими до аварій миттєвої критичності, якщо відбувається значне підвищення реактивності (або k), наприклад, після відмови їх систем управління та безпеки. Швидке неконтрольоване збільшення потужності реактора в умовах миттєвої критичності, ймовірно, непоправно пошкодить реактор, а в крайніх випадках може порушити захисну оболонку реактора. Системи безпеки ядерних реакторів розроблені таким чином, щоб запобігти миттєвій критичності, а для глибокого захисту конструкції реактора також забезпечують багатошарову захисну оболонку як запобіжний захід від будь-яких випадкових викидів радіоактивних продуктів поділу .
За винятком дослідницьких та експериментальних реакторів, лише у невеликій кількості аварій на реакторах, як вважають, досягнуто миттєвої критичності, наприклад Чорнобильська катастрофа, SL-1 армії США та радянський підводний човен К-431. У всіх цих прикладах неконтрольованого сплеску потужності було достатньо, щоб викликати вибух, який зруйнував кожен реактор і випустив радіоактивні продукти поділу в атмосферу.
У Чорнобилі в 1986 році погано вивчений позитивний ефект аварійного захисту призвів до перегріву активної зони реактора . Це призвело до розриву паливних елементів і водопровідних труб, випаровування води, парового вибуху та розплавлення активної зони. Розрахункові рівні потужності до інциденту припускають, що він перевищів 30 ГВт, що в десять разів перевищує максимальну теплову потужність у 3 ГВт. 2000-тонна кришка камери реактора була піднята в результаті парового вибуху. Оскільки реактор не був спроектований із захисною будівлею, здатною втримати цей катастрофічний вибух, аварія призвела до викиду великої кількості радіоактивного матеріалу в навколишнє середовище.
У двох інших інцидентах реакторні установки вийшли з ладу через помилки під час зупинки на технічне обслуговування, що було спричинено швидким і неконтрольованим вилученням принаймні одного стрижня керування. SL-1 був прототипом реактора, призначеного для використання армією США у віддалених полярних місцях. На заводі SL-1 у 1961 році реактор був переведений із зупинки до стану миттєвої критичності вручну через занадто далеко витягнутий центральний стрижень керування. Оскільки вода в ядрі швидко перетворювалася на пару і розширювалася (всього за кілька мілісекунд), корпус реактора вагою 12 тонн підскочив на 2,77 м, залишаючи відбитки на стелі вище. Усі троє чоловіків, які виконували процедуру технічного обслуговування, померли від травм. 1100 кюрі продуктів поділу було вивільнено, оскільки частини активної зони були викинуті. На розслідування аварії та очищення місця знадобилося 2 роки. Надлишок миттєвої реактивності активної зони SL-1 був розрахований у звіті 1962 року:
Частка запізнілих нейтронів у SL-1 була 0.70%… Переконливі докази показали, що збій SL-1 був викликаний частковим вилученням центрального стрижня керування. Реактивність, пов’язана з витягуванням цього одного стрижня на 20 дюймів, була оцінена як 2.4% δk/k, що було достатньо, щоб викликати миттєву критичність на 4 мілісекундний період.
У результаті аварії на реакторі К-431 під час заправки загинуло 10 осіб. Вибух К-431 знищив сусідні машинні приміщення та розірвав корпус підводного човна. У цих двох катастрофах реакторні установки перейшли від повного зупинки до надзвичайно високого рівня потужності за частки секунди, через що пошкодились і не підлягали ремонту.

## Список аварій миттєвої критичності
Низка дослідницьких реакторів і випробувань навмисно перевіряли роботу реакторної установки, яка миттєво критична. Експерименти CRAC, KEWB, SPERT-I, Пристрій Годіва та BORAX сприяли цьому дослідженню. Проте також багато аварій, насамперед під час досліджень і переробки ядерного палива. SL-1 є помітним винятком.
Наведений нижче список адаптований зі звіту, поданого у 2000 році групою американських і російських вчених-ядерників, які вивчали аварії критичності, опублікованого Лос-Аламосською науковою лабораторією, місцем розташування багатьох екскурсій. Типова зміна потужності становить приблизно 1·1017 поділів.
- Наукова лабораторія Лос-Аламоса, 21 серпня 1945 року
- Наукова лабораторія Лос-Аламоса, 21 травня 1946 року
- Лос-Аламоська національна лабораторія, грудень 1949 р., 3 або 4·1016 поділів
- Лос-Аламоська національна лабораторія, 1 лютого 1951 року
- Лос-Аламоська національна лабораторія, 18 квітня 1952 року
- Аргонська національна лабораторія, 2 червня 1952 року
- Національна лабораторія Оук-Ридж, 26 травня 1954 року
- Національна лабораторія Оук-Ридж, 1 лютого 1956 року
- Лос-Аламоська національна лабораторія, 3 липня 1956 р
- Лос-Аламоська національна лабораторія, 12 лютого 1957 року
- Виробниче об'єднання «Маяк», 2 січня 1958 року
- Завод Oak Ridge Y-12, 16 червня 1958 р. (можливо)
- Лос-Аламоська національна лабораторія, аварія критичності Сесіла Келлі[en], 30 грудня 1958 р.
- SL-1, 3 січня 1961 р., 4·1018 поділів або 130 мегаджоулів (36 кВТ⋅год)
- Хімічний завод в Айдахо, 25 січня 1961 року
- Лос-Аламоська національна лабораторія, 11 грудня 1962 року
- Всеросійський науково-дослідний інститут експериментальної фізики, Саров (Арзамас-16) 11 березня 1963 року
- Ракетний полігон White Sands, 28 травня 1965 року
- Національна лабораторія Оук-Ридж, 30 січня 1968 року
- Челябінськ-70, 5 квітня 1968 року
- Абердинський випробувальний полігон, 6 вересня 1968 року
- Виробниче об'єднання «Маяк», 10 грудня 1968 р.
- Курчатовський інститут, 15 лютого 1971 р
- Завод хімічної переробки Айдахо, 17 жовтня 1978 р. (дуже миттєво критично)
- Радянський підводний човен К-431 (радіаційна аварія в бухті Чажма), 10 серпня 1985 року
- Чорнобильська катастрофа, 26 квітня 1986 року
- Саров (Арзамас-16), 17 червня 1997 року
- Паливний завод JCO, 30 вересня 1999 року

## Ядерна зброя
У розробці ядерної зброї, навпаки, досягнення миттєвої критичності є важливим. Справді, одна з проблем проектування, яку необхідно подолати при створенні бомби, полягає в тому, щоб стиснути матеріали, що розщеплюються, достатньо, щоб досягти миттєвої критичності, перш ніж ланцюгова реакція матиме шанс виробляти достатню кількість енергії, щоб спричинити надмірне розширення ядра. Тому гарна конструкція бомби повинна виграти гонку до щільності миттєвої критичності ядра, перш ніж менш потужна ланцюгова реакція розірве ядро, не дозволяючи значній кількості палива поділитися (явище відоме як шипіння). Загалом це означає, що ядерні бомби потребують особливої уваги до способу збирання ядра, як-от метод імплозії, винайдений Річардом Толменом, Робертом Сербером та іншими вченими з Каліфорнійського університету в Берклі в 1942 році.